# اختيار البويضة
اختيار البويضة هو إجراء يتم عمله قبل التلقيح الصناعي، لاستخدام الخلية البيضية ذات الفرص الأكبر في الحمل. على العكس، يحدث اختيار الجنين بعد التلقيح.

## الطرق
قد يتم إجراء تقييم للكروموسومات. الأجنة الناتجة عن بويضات تم إنضاجها للطور الاستوائي الثاني خارج الجسم تمتلك نسبة تخصيب أعلى بشكل كبير وقسيمات أريمية أكثر في الجنين الواحد مقارنة بالأجنة الناتجة عن البويضات التي تم إيقافها في الطور الاستوائي الأول (58.5% مقارنة بـ43.9% و5.7 مقارنة بـ5.0 على الترتيب).
كذلك يتم تقييم الميزات الشكلية للخلية البيضية والتي يمكن الحصول عليها بواسطة المجهر الضوئي أو المجهر الضوئي المستقطب. مع ذلك، لا يوجد ميل واضح في الدراسات الحديثة لزيادة عامة في قيمة التنبؤ التي تمنحها الميزات الشكلية. تشمل الطرق المقترحة تصوير المنطقة الشفافة، والتي يمكنها اكتشاف الفروقات في الانكسار المزدوج بين البويضات، وهي بذلك تتنبأ بانقسام الجنين، وتكون الأريمة، والحمل.
قد يتم استخدام عينة من الجسم القطبي في التحليل الجزيئي، ويمكن استخدامها في التحري الوراثي قبل زرع الجنين.